# Jaskinia nad Źródłem Pierwsza
Jaskinia nad Źródłem Pierwsza – jaskinia w Dolinie Będkowskiej w województwie małopolskim na Wyżynie Olkuskiej w obrębie Wyżyny Krakowsko-Częstochowskiej. Znajduje się w granicach wsi Będkowice w powiecie krakowskim, w gminie Wielka Wieś.

## Opis jaskini
Otwór jaskini znajduje się powyżej Źródła Będkówki. Ma on charakter wąskiej szczeliny, która rozszerza się w 9-metrowej głębokości studnię. Do jej przejścia niezbędne jest użycie liny. Jaskinia jest trudna do eksploracji również w innych miejscach – znajdują się w niej ciasne korytarzyki i trudne zaciski, w tym uważany za najtrudniejszy w całej Jurze zacisk w tzw. Nowych Partiach naprzeciwko 4-metrowego prożka.
Z dna usłanego liśćmi w kierunku południowo-wschodnim ciągnie się wielopoziomowy labirynt korytarzy powstałych na pionowych pęknięciach poszerzonych przez przepływającą tu dawniej wodę. Jednym z korytarzy można dostać się do okna w połowie studni wejściowej. Główny ciąg jaskini z kolei stromo opada w dół, po czym dno staje się poziome o korytarz szerszy. W 1946 r. znaleziono tu kości zwierzęce i szkielet ludzki. Całkowita długość jaskini wynosi 130 m, głębokość 16 m. Dalszą część jaskini oddziela 2,5-metrowy próg, za którym ściany korytarzy posiadają rynny boczne. Dalej znajduje się niewielka salka zwana Komorą Złomowisk. Na jej ścianach występują silnie zniszczone i zabrudzone formy z mleka wapiennego. Za nią korytarz wznosi się w górę i po skręcie pod kątem 90 stopni w lewo napotyka na 4-metrowy próg. Na przedłużeniu tego korytarza biegnie ciasna szczelina o długości 8 m, uznana za najtrudniejszy z zacisków, jakie znane są w podkrakowskich jaskiniach. 10 kwietnia 1977 roku został on pokonany. Do tej pory nie przeprowadzono dokumentacji tej części jaskini. Poniżej progu w bocznym ciągu znajduje się jeszcze niewielki kominek z mlekiem wapiennym.
Jaskinia powstała w wapieniach z jury późnej, zarówno w warunkach freatycznych, jak i wadycznych. Później została przecięta systemem pęknięć, co spowodowało zawalenie się niektórych korytarzy. Korytarze są w postaci rur skalnych, a na ścianach widoczne są zagłębienia i kotły wirowe. Występują też rynny denne, półki erozyjne i szczeliny na ścianach.
Obecnie jaskinia ta nie posiada okazałej szaty naciekowej. Na ścianach występują resztki polew kalcytowych oraz nacieki mleka wapiennego. Jej dno zalegają głazy i rumosz skalny, a w końcowych partiach występuje namulisko gliniaste. Jest bardzo wilgotna. W niektórych miejscach występuje wyczuwalny przewiew powietrza, a podczas silnych mrozów z otworu wydobywa się para wodna. Rozproszone światło słoneczne dociera tylko na kilka metrów od otworu. W jaskini występują pająki sieciarze jaskiniowe, muchówki i motyle. Obserwowano kilka gatunków nietoperzy: podkowiec mały Rhinolophus hipposideros, gacek brunatny Plecotus auritus, nocek duży Myotis myotis i nocek Brandta Myotis brandtii.

## Historia poznania
Jaskinia nad Źródłem ze względu na trudny dostęp została odkryta dopiero 14 listopada 1946 roku przez K. Kowalskiego i S. Strawińskiego. Po raz pierwszy opisał ją Kazimierz Kowalski w 1951 r. W jej salce znalazł szkielet człowieka. Północno-zachodnią część odkryto w 1965 roku. Aktualną dokumentację jaskini opracował A. Górny w październiku 2009 r. Autorem planu jest M. Czepiel.
Jaskinia jest często odwiedzana przez grotołazów. 10 lutego 1990 roku w jaskini miał miejsce wypadek utknięcia w końcowym, skrajnie trudnym zacisku 19-letniego grotołaza z Zawiercia. Towarzysz poszkodowanego zaalarmował kolegów, a potem Grupę Tatrzańską GOPR. W wyniku akcji ratowniczej, w której uczestniczyło wielu znanych grotołazów z Krakowa, po użyciu wiertarki, młotków i przecinaków pechowiec został wyciągnięty po niemal 24 godzinach uwięzienia.